# Luís Macedo
Luís Ernesto de Albuquerque Ferreira de Macedo CvA • GCL (Setembro de 1947 – Maputo, 14 de Novembro de 2020) foi um Tenente Coronel da arma de Engenharia, que fez parte do Conselho da Revolução.

## Biografia
Filho de Ernesto António Luís Ferreira de Macedo e de sua mulher Maria Luísa Borges Martins de Albuquerque.
Antigo aluno do Colégio Militar (1957-1964). Fez parte da Comissão Militar da Comissão Coordenadora do Movimento das Forças Armadas (MFA), responsável pela revolução de 25 de Abril de 1974.
Atingiu o posto de Tenente-Coronel e foi agraciado como Cavaleiro da Ordem Militar de São Bento de Avis a 26 de Julho de 1985 e com a Grã-Cruz da Ordem da Liberdade a 4 de fevereiro de 1986.
Morreu vitimado por COVID-19 durante a pandemia de COVID-19 em Portugal. 